# Ilybius lenensis
Ilybius lenensis är en skalbaggsart som beskrevs av Nilsson 2000. Ilybius lenensis ingår i släktet Ilybius och familjen dykare. Inga underarter finns listade i Catalogue of Life.